# Norrbotten
Il Norrbotten è una delle province tradizionali (landskap) situata nella parte settentrionale della Svezia, nella regione tradizionale del Norrland. Amministrativamente è compreso nella contea omonima, che include anche la limitrofa Lapponia svedese.
Ha un'estensione di 26671 km², e nel complesso delle sue municipalità conta 192 542 abitanti (al 2009).
Il capoluogo è Luleå. La provincia fu istituita nel 1810.

## Storia
In origine l'area faceva parte della provincia di Västerbotten. In seguito alla creazione della contea di Norrbotten nel 1810, l'area precedentemente chiamata "Västerbotten settentrionale" (Norra Västerbotten) incominciò a essere considerata provincia a sé stante.